# Fiat SA.8/75
Le Fiat SA.8/75 fut le premier moteur d'avion construit par la division aéronautique du constructeur italien Fiat Aviazione en 1908. Dérivé d'un moteur destiné à l'automobile, le Fiat SA.8/75 avait une cylindrée de 3 litres répartie en 8 cylindres en V. La puissance maximale développée à 2 000 tr/min était de 50 ch.

## Histoire
Peu après sa création en 1899, FIAT, dont l'usine était située corso Dante 30-35 à Turin, lança en 1907 les premières études de conception d'un moteur d'avion. C'était un moteur expérimental à 8 cylindres en V de 3 litres de cylindrée développant 50 ch à 2 000 tr/min. Ce moteur fut baptisé SA.8/75.
Après de nombreux essais de comportement au sol et en altitude, la production débuta en 1908, année de création de la division Fiat Aviazione, distincte des branches automobiles et véhicules industriels. Au mois de décembre 1908, le moteur fut présenté officiellement à l'Exposition aéronautique de Paris.
À partir de cette première expérience qui fut un vrai succès, puisqu'il fut adopté par des constructeurs italiens de dirigeables militaires et des constructeurs réputés d'avions comme Farman qui équipèrent certains de leurs appareils de ce moteur, Fiat Aviazione poursuivit dans ce secteur prometteur. Fiat connut en 1914 un énorme succès avec son moteur A.10, le premier moteur à être produit en très grande série. Plus de 1 000 unités sortirent de l'usine. 
C'est également à partir de 1914 que FIAT Aviazione produira son premier avion complet, à travers sa filiale dans ce secteur, Società Italiana Aviazione.